# Metsamägara
Metsamägara − wieś w Estonii, w prowincji Virumaa Wschodnia, w gminie Toila.